# دورنیه اس-ری ۰۰۷
دورنیه اس-ری ۰۰۷ (به انگلیسی: Dornier_S-Ray_007) یک هواگرد از نوع هواگرد آبی‌خاکی دوسرنشیته ساخت شرکت دورنیه در آلمان است. هواگرد دورنیه اس-ری ۰۰۷ نخستین پروازش را در ۱۴ ژوئیه ۲۰۰۷ میلادی انجام داد.
طراح این هواگرد، ارن دورنیه مهندس آلمانی بود.